# La máscara de cera
La máscara de cera es una película italiana de terror de 1997, dirigida por Sergio Stivaletti y protagonizada por Romina Mondello, Robert Hossein y Riccardo Serventi.

## Sinopsis
La película comienza con el asesinato de una pareja en París durante el año 1900 a manos de un hombre enmascarado con una garra de metal que utiliza para arrancarles el corazón. La única superviviente y testigo de la masacre es una joven, Sonia, que es descubierta por un inspector que registra la escena del crimen, Lanvin. Doce años más tarde se abre un nuevo museo de cera en Roma. Las principales atracciones son recreaciones realistas de horribles escenas de asesinato diseñadas para asustar a los clientes. Un joven llamado Luca se anima a pasar la noche en el museo por una apuesta, pero es encontrado muerto a la mañana siguiente, lo que deja la incógnita de una posible nueva aparición del asesino enmascarado.

## Reparto
- Romina Mondello es Sonia Lafont
- Robert Hossein es Boris Volkoff
- Riccardo Serventi Longhi es Andrea Conversi
- Umberto Balli es Alex
- Gabriella Giorgelli es Francesca
- Gianni Franco es el inspector Palazzi
- Sonia Topazio es la enfermera
- Massimo Vanni es Victor
- Aldo Massasso es el inspector Lanvin